# Zaktcinemuk
Zaktcinemuk (Sexcinemx, Zaxtci´nEmux; Bonaparte Shuswap), Jedna od 7 lokalnih skupina Shuswap ili Secwepemc Indijanaca koja je obitavale u 19. stoljeću u dolini rijeke Bonaparte pa sve do Ashcrofta na Cache Creek, Loon Lake, donji tok Hat Creeka i preko Marble Canyona do Paviliona, i na obje obale Fraser Rivera u kanadskoj provinciji Britanska Kolumbija. 
Swanton navodi bande: Pavilion (Skwailak), Bonaparte River (Nhohieilten), Main Thompson. Potomci im danas žive na rezervatima južne Britanske Kolumbije.

## Vanjske poveznice
- Senijextee and Shuswap Indians of Canada